# Světový pohár v ledolezení 2020
Světový pohár v ledolezení 2020 (anglicky UIAA Ice Climbing World Cup 2020) probíhal začátkem roku 2020 (zimní sezóna 2019/2020) ve třech městech a zemích v obou disciplínách (obtížnost a rychlost) pod patronací Mezinárodní horolezecké federace (UIAA).

## Přehledy závodů
Plánovaný závod v Kirově byl zrušený. Počítal se celkový počet bodů za tři závody.

### Česká stopa
Všech tří závodů se zúčastnila Aneta Loužecká, která skončila osmá v celkovém hodnocení rychlosti a 36.-37. v obtížnosti.

### Kalendář
| Kalendář závodů SP 2020 v ledolezení | Kalendář závodů SP 2020 v ledolezení | Kalendář závodů SP 2020 v ledolezení | Kalendář závodů SP 2020 v ledolezení                        | Kalendář závodů SP 2020 v ledolezení | Kalendář závodů SP 2020 v ledolezení | Kalendář závodů SP 2020 v ledolezení | Kalendář závodů SP 2020 v ledolezení |
| Datum                                | Místo                                | Země                                 | Web                                                         | Počet závodníků                      | Počet závodníků                      | Počet zemí                           | Počet zemí                           |
| Datum                                | Místo                                | Země                                 | Web                                                         | obtížnost                            | rychlost                             | obtížnost                            | rychlost                             |
| ------------------------------------ | ------------------------------------ | ------------------------------------ | ----------------------------------------------------------- | ------------------------------------ | ------------------------------------ | ------------------------------------ | ------------------------------------ |
| 13.-15. ledna                        | Čchongsong                           | Jižní Korea                          | Ice-climbing.kr Archivováno 21. 1. 2019 na Wayback Machine. | +                                    | +                                    | +                                    | +                                    |
| 19.-21. ledna                        | Champagny                            | Francie                              |                                                             | +                                    | +                                    | +                                    | +                                    |
| 26.-28. ledna                        | Saas-Fee                             | Švýcarsko                            | Iceclimbingworldcup.ch Saas-fee.ch                          | +                                    | +                                    | +                                    | +                                    |
| Celkem                               | 3                                    | 3                                    | theuiaa.org/ice-climbing                                    | 52+52                                | 54+41                                | +                                    | +                                    |

### Výsledky mužů - obtížnost
| Výsledky SP v ledolezení na obtížnost 2020 - muži | Výsledky SP v ledolezení na obtížnost 2020 - muži | Výsledky SP v ledolezení na obtížnost 2020 - muži | Výsledky SP v ledolezení na obtížnost 2020 - muži | Výsledky SP v ledolezení na obtížnost 2020 - muži | Výsledky SP v ledolezení na obtížnost 2020 - muži | Výsledky SP v ledolezení na obtížnost 2020 - muži |
| Pořadí                                            | Jméno                                             | Země                                              | Body                                              | Čchongsong                                        | Champagny                                         | Saas-Fee                                          |
| ------------------------------------------------- | ------------------------------------------------- | ------------------------------------------------- | ------------------------------------------------- | ------------------------------------------------- | ------------------------------------------------- | ------------------------------------------------- |
| 1.                                                | Louna Ladevant                                    | Francie                                           | 226                                               | 1. 100                                            | 13. 26                                            | 1. 100                                            |
| 2.                                                | Nikolaj Kuzovlev                                  | Rusko                                             | 197                                               | 9. 37                                             | 2. 80                                             | 2. 80                                             |
| 3.                                                | Kwon Younghye                                     | Jižní Korea                                       | 161                                               | 5. 51                                             | 4. 55                                             | 4. 55                                             |
|                                                   |                                                   |                                                   |                                                   |                                                   |                                                   |                                                   |
| 4.                                                | Mohammadreza Safdarian Korouyeh                   | Írán                                              | 147                                               | 2. 80                                             | 5. 51                                             | 18. 16                                            |
| 5.                                                | Dmitriy Grebennikov                               | Rusko                                             | 142                                               | 10. 34                                            | 7. 43                                             | 3. 65                                             |
| 6.                                                | Pak Hi-jong                                       | Jižní Korea                                       | 130                                               | 3. 65                                             | 15. 22                                            | 7. 43                                             |
| 7.                                                | Yannick Glatthard                                 | Švýcarsko                                         | 116                                               | —                                                 | 3. 65                                             | 5. 51                                             |
| 8.                                                | Nathan Clair                                      | Francie                                           | 101                                               | 7. 43                                             | 6. 47                                             | 20. 11                                            |
| 9.                                                | Maxim Tomilov                                     | Rusko                                             | 100                                               | —                                                 | 1. 100                                            | —                                                 |
| 10.                                               | Tristan Ladevant                                  | Francie                                           | 86                                                | 4. 55                                             | 23. 8                                             | 14. 23                                            |
|                                                   |                                                   |                                                   |                                                   |                                                   |                                                   |                                                   |
| —                                                 | —                                                 | Česko                                             | —                                                 | —                                                 | —                                                 | —                                                 |
| počet finalistů                                   |                                                   |                                                   |                                                   |                                                   |                                                   |                                                   |
| počet semifinalistů                               |                                                   |                                                   |                                                   |                                                   |                                                   |                                                   |
| bodovaných závodníků                              | bodovaných závodníků                              | bodovaných závodníků                              | 52                                                | 30                                                | 30                                                | 30                                                |
| celkový počet závodníků                           | celkový počet závodníků                           | celkový počet závodníků                           | x                                                 |                                                   |                                                   |                                                   |

### Výsledky mužů - rychlost
| Výsledky SP v ledolezení na rychlost 2020 - muži | Výsledky SP v ledolezení na rychlost 2020 - muži | Výsledky SP v ledolezení na rychlost 2020 - muži | Výsledky SP v ledolezení na rychlost 2020 - muži | Výsledky SP v ledolezení na rychlost 2020 - muži | Výsledky SP v ledolezení na rychlost 2020 - muži | Výsledky SP v ledolezení na rychlost 2020 - muži |
| Pořadí                                           | Jméno                                            | Země                                             | Body                                             | Čchongsong                                       | Champagny                                        | Saas-Fee                                         |
| ------------------------------------------------ | ------------------------------------------------ | ------------------------------------------------ | ------------------------------------------------ | ------------------------------------------------ | ------------------------------------------------ | ------------------------------------------------ |
| 1.                                               | Anton Nemov                                      | Rusko                                            | 300                                              | 1. 100                                           | 1. 100                                           | 1. 100                                           |
| 2.                                               | Nikita Glazyrin                                  | Rusko                                            | 210                                              | 2. 80                                            | 3. 65                                            | 3. 65                                            |
| 3.                                               | Nikolaj Kuzovlev                                 | Rusko                                            | 200                                              | 3. 65                                            | 2. 80                                            | 4. 55                                            |
|                                                  |                                                  |                                                  |                                                  |                                                  |                                                  |                                                  |
| 4.                                               | Vladislav Iurlov                                 | Rusko                                            | 128                                              | 13. 26                                           | 5. 51                                            | 5. 51                                            |
| 5.                                               | David Bouffard                                   | Kanada                                           | 117                                              | 7. 43                                            | 8. 40                                            | 10. 34                                           |
| 6.                                               | Maxim Vlasov                                     | Rusko                                            | 113                                              | 6. 47                                            | 13. 26                                           | 8. 40                                            |
| 7.                                               | Kherlen Nyamdoo                                  | Mongolsko                                        | 110                                              | 4. 55                                            | 4. 55                                            | 0. 00                                            |
| 8.                                               | Vladimir Kartašev                                | Rusko                                            | 98                                               | 5. 51                                            | 6. 47                                            | —                                                |
| 9.                                               | Mohammadreza Safdarian Korouyeh                  | Írán                                             | 91                                               | 16. 20                                           | 14. 24                                           | 6. 47                                            |
| 10.                                              | Tristan Ladevant                                 | Francie                                          | 87                                               | 15. 22                                           | 15. 22                                           | 7. 43                                            |
|                                                  |                                                  |                                                  |                                                  |                                                  |                                                  |                                                  |
| —                                                | —                                                | Česko                                            | —                                                | —                                                | —                                                | —                                                |
| počet finalistů                                  |                                                  |                                                  |                                                  |                                                  |                                                  |                                                  |
| počet semifinalistů                              |                                                  |                                                  |                                                  |                                                  |                                                  |                                                  |
| bodovaných závodníků                             | bodovaných závodníků                             | bodovaných závodníků                             | 54                                               | 30                                               | 30                                               | 30                                               |
| celkový počet závodníků                          | celkový počet závodníků                          | celkový počet závodníků                          | x                                                |                                                  |                                                  |                                                  |

### Výsledky žen - obtížnost
| Výsledky SP v ledolezení na obtížnost 2020 - ženy | Výsledky SP v ledolezení na obtížnost 2020 - ženy | Výsledky SP v ledolezení na obtížnost 2020 - ženy | Výsledky SP v ledolezení na obtížnost 2020 - ženy | Výsledky SP v ledolezení na obtížnost 2020 - ženy | Výsledky SP v ledolezení na obtížnost 2020 - ženy | Výsledky SP v ledolezení na obtížnost 2020 - ženy |
| Pořadí                                            | Jméno                                             | Země                                              | Body                                              | Čchongsong                                        | Champagny                                         | Saas-Fee                                          |
| ------------------------------------------------- | ------------------------------------------------- | ------------------------------------------------- | ------------------------------------------------- | ------------------------------------------------- | ------------------------------------------------- | ------------------------------------------------- |
| 1.                                                | Marija Tolokoninová                               | Rusko                                             | 280                                               | 2. 80                                             | 1. 100                                            | 1. 100                                            |
| 2.                                                | Sin Un-son                                        | Jižní Korea                                       | 245                                               | 1. 100                                            | 2. 80                                             | 3. 65                                             |
| 3.                                                | Sina Goetz                                        | Švýcarsko                                         | 200                                               | 4. 55                                             | 3. 65                                             | 2. 80                                             |
|                                                   |                                                   |                                                   |                                                   |                                                   |                                                   |                                                   |
| 4.                                                | Ekaterina Vlasova                                 | Rusko                                             | 157                                               | 5. 51                                             | 4. 55                                             | 5. 51                                             |
| 5.                                                | Marion Thomas                                     | Francie                                           | 148                                               | 3. 65                                             | 12. 28                                            | 4. 55                                             |
| 6.                                                | Valerija Bogdanová                                | Rusko                                             | 108                                               | 16. 20                                            | 5. 51                                             | 9. 37                                             |
| 7.                                                | Enni Bertling                                     | Finsko                                            | 101                                               | 9. 37                                             | 14. 24                                            | 8. 40                                             |
| 8.                                                | Mei Kotake                                        | Japonsko                                          | 95                                                | 14. 24                                            | 7. 43                                             | 12. 28                                            |
| 9.                                                | Olga Kosek                                        | Polsko                                            | 83                                                | 13. 26                                            | 13. 26                                            | 11. 31                                            |
| 10.                                               | Dariya Minina                                     | Rusko                                             | 73                                                | 8. 40                                             | 22. 9                                             | 14. 24                                            |
|                                                   |                                                   |                                                   |                                                   |                                                   |                                                   |                                                   |
| 36.-37.                                           | Aneta Loužecká                                    | Česko                                             | 13                                                | 21. 10                                            | 32. 0                                             | 28. 3                                             |
| počet finalistek                                  |                                                   |                                                   |                                                   |                                                   |                                                   |                                                   |
| počet semifinalistek                              |                                                   |                                                   |                                                   |                                                   |                                                   |                                                   |
| bodovaných závodnic                               | bodovaných závodnic                               | bodovaných závodnic                               | 52                                                | 30                                                | 30                                                | 30                                                |
| celkový počet závodnic                            | celkový počet závodnic                            | celkový počet závodnic                            | x                                                 |                                                   |                                                   |                                                   |

### Výsledky žen - rychlost
| Výsledky SP v ledolezení na rychlost 2020 - ženy | Výsledky SP v ledolezení na rychlost 2020 - ženy | Výsledky SP v ledolezení na rychlost 2020 - ženy | Výsledky SP v ledolezení na rychlost 2020 - ženy | Výsledky SP v ledolezení na rychlost 2020 - ženy | Výsledky SP v ledolezení na rychlost 2020 - ženy | Výsledky SP v ledolezení na rychlost 2020 - ženy |
| Pořadí                                           | Jméno                                            | Země                                             | Body                                             | Čchongsong                                       | Champagny                                        | Saas-Fee                                         |
| ------------------------------------------------ | ------------------------------------------------ | ------------------------------------------------ | ------------------------------------------------ | ------------------------------------------------ | ------------------------------------------------ | ------------------------------------------------ |
| 1.                                               | Marija Tolokoninová                              | Rusko                                            | 260                                              | 2. 80                                            | 1. 100                                           | 2. 80                                            |
| 2.                                               | Valerija Bogdanová                               | Rusko                                            | 245                                              | 1. 100                                           | 2. 80                                            | 3. 65                                            |
| 3.                                               | Alena Vlasova                                    | Rusko                                            | 177                                              | 3. 65                                            | 3. 65                                            | 6. 47                                            |
|                                                  |                                                  |                                                  |                                                  |                                                  |                                                  |                                                  |
| 4.                                               | Ekaterina Timokhina                              | Rusko                                            | 132                                              | 4. 55                                            | 15. 22                                           | 4. 55                                            |
| 5.                                               | Enni Bertling                                    | Finsko                                           | 117                                              | 8. 40                                            | 7. 43                                            | 10. 34                                           |
| 6.                                               | Iuliia Filateva                                  | Rusko                                            | 106                                              | 5. 51                                            | 4. 55                                            | —                                                |
| 7.                                               | Irina Dubovtseva                                 | Rusko                                            | 100                                              | —                                                | —                                                | 1. 100                                           |
| 8.                                               | Aneta Loužecká                                   | Česko                                            | 94                                               | 9. 37                                            | 13. 26                                           | 11. 31                                           |
| 9.                                               | Marion Thomas                                    | Francie                                          | 86                                               | 7. 43                                            | 0. 00                                            | 7. 43                                            |
| 10.                                              | Vivien Labarile                                  | Švýcarsko                                        | 84                                               | —                                                | 6. 47                                            | 9. 37                                            |
|                                                  |                                                  |                                                  |                                                  |                                                  |                                                  |                                                  |
| —                                                | viz výše                                         | Česko                                            | —                                                | —                                                | —                                                | —                                                |
| počet finalistek                                 |                                                  |                                                  |                                                  |                                                  |                                                  |                                                  |
| počet semifinalistek                             |                                                  |                                                  |                                                  |                                                  |                                                  |                                                  |
| bodovaných závodnic                              | bodovaných závodnic                              | bodovaných závodnic                              | 46                                               | 27                                               | 27                                               | 21                                               |
| celkový počet závodnic                           | celkový počet závodnic                           | celkový počet závodnic                           | x                                                |                                                  |                                                  |                                                  |